# Gare de Grugliasco
La gare de Grugliasco est une gare ferroviaire située sur le territoire de la commune italienne de Grugliasco, dans la région de Piémont.

## Situation ferroviaire
Établie à 284 mètres d'altitude, la gare de Grugliasco est située au point kilométrique 5,128 de la ligne du Fréjus.
Elle est dotée de deux voies encadrées par deux quais latéraux.

## Histoire
La gare de Grugliasco a été inaugurée le 13 décembre 2011 tandis que la desserte cadencée à l'heure (en semaine) de la gare a été mis en service deux jours avant, le 11 décembre. La gare a représenté un investissement de 1 500 000 euros dont 500 000 euros financés par la commune de Grugliasco et 1 000 000 euros apportés par la région de Piémont,.

## Service des voyageurs

### Accueil
Gare de Ferrovie dello Stato Italiane, elle est dotée d'un Distributeur automatique de titres de transport.

### Desserte
La gare de Grugliasco est desservie toutes les demi-heures, du lundi au samedi, par les trains de la ligne 3 du service ferroviaire métropolitain de Turin reliant alternativement Turin à Suse et Bardonnèche. Elle est en outre desservie toutes les heures le dimanche, circulant alternativement de Turin à Suse ou Bardonnèche.

### Intermodalité
La gare de Grugliasco est en correspondance avec deux lignes d'autobus s'arrêtant à proximité de la gare et exploitées par GTT. La ligne 64 s'arrête à l'arrêt Napoli Cap et relie le centre de Turin à Grugliasco tandis que la ligne 76 s'arrête quelques mètres à côté à l'arrêt San Gregorio Magno Est et relie Grugliasco à Collegno.